# Yania flavolimbata
 (avril 2024).
Genre
Espèce
Yania flavolimbata, unique représentant du genre Yania, est une espèce d'opilions laniatores de la famille des Prostygnidae.

## Distribution
Cette espèce est endémique de la province d'Imbabura en Équateur. Elle se rencontre vers Yana Urcu.

## Description
Le mâle holotype mesure 6 mm.

## Systématique et taxinomie
Cette espèce a été décrite par Roewer en 1914.
Ce genre a été décrit par Roewer en 1914 dans les Gonyleptidae. Il est placé dans les Cranaidae par Kury en 1994 puis dans les Prostygnidae par Villarreal et Kury en 2023.

## Publication originale
- Roewer, 1914 : « Arachnida Opiliones. » Mission du Service Géographique de l'armée pour la mesure d'un Arc de Méridien Équatorial en Amérique du Sud, Gauthier-Villars et Cie, Paris, vol. 10, no 2, p. 121–141 (texte intégral).